# BYD Seal 06
BYD Seal 06 DM-i (кит. 比亚迪海豹06DM-i; пиньинь Bǐyǎdí Hǎibào 06 DM-i) — компактный представительский гибридный седан, выпускающийся китайской компанией BYD Auto с 2024 года.

## Описание
Впервые BYD Seal 06 был представлен в апреле 2024 года на Пекинском автосалоне. Он разделяет подключаемый гибридный модуль DM-i 5.0 с BYD Qin L из серии Dynasty.
После Seal и Seal DM-i, Seal 06 является третьей моделью серии Seal на китайском рынке. Как и другие модели Seal, Seal 06 является частью гаммы автомобилей «Ocean Series», которая распространяется через дилерские центры «Ocean Network» и располагается между Destroyer 05 и Seal DM-i.

## Технические характеристики
BYD Seal 06 оснащён 1,5-литровым бензиновым двигателем мощностью 100 л. с., который сочетается в паре с двумя электродвигателями мощностью 160—214 л. с., питающимися от аккумуляторов ёмкостью 10—16 кВт⋅ч. В зависимости от ёмкости аккумулятора запас хода варьируется от 60 до 90 км.

## Галерея

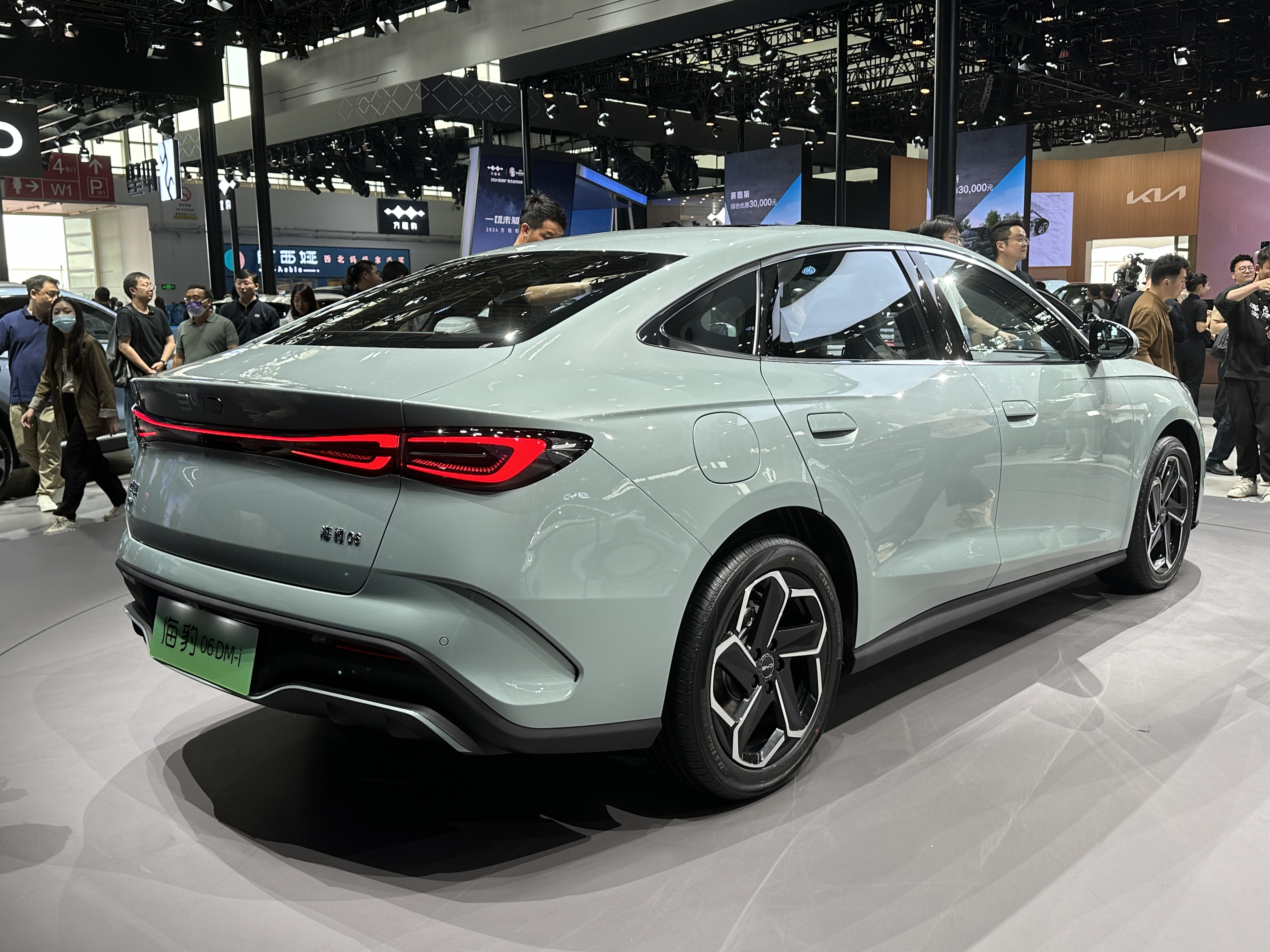
Вид сзади
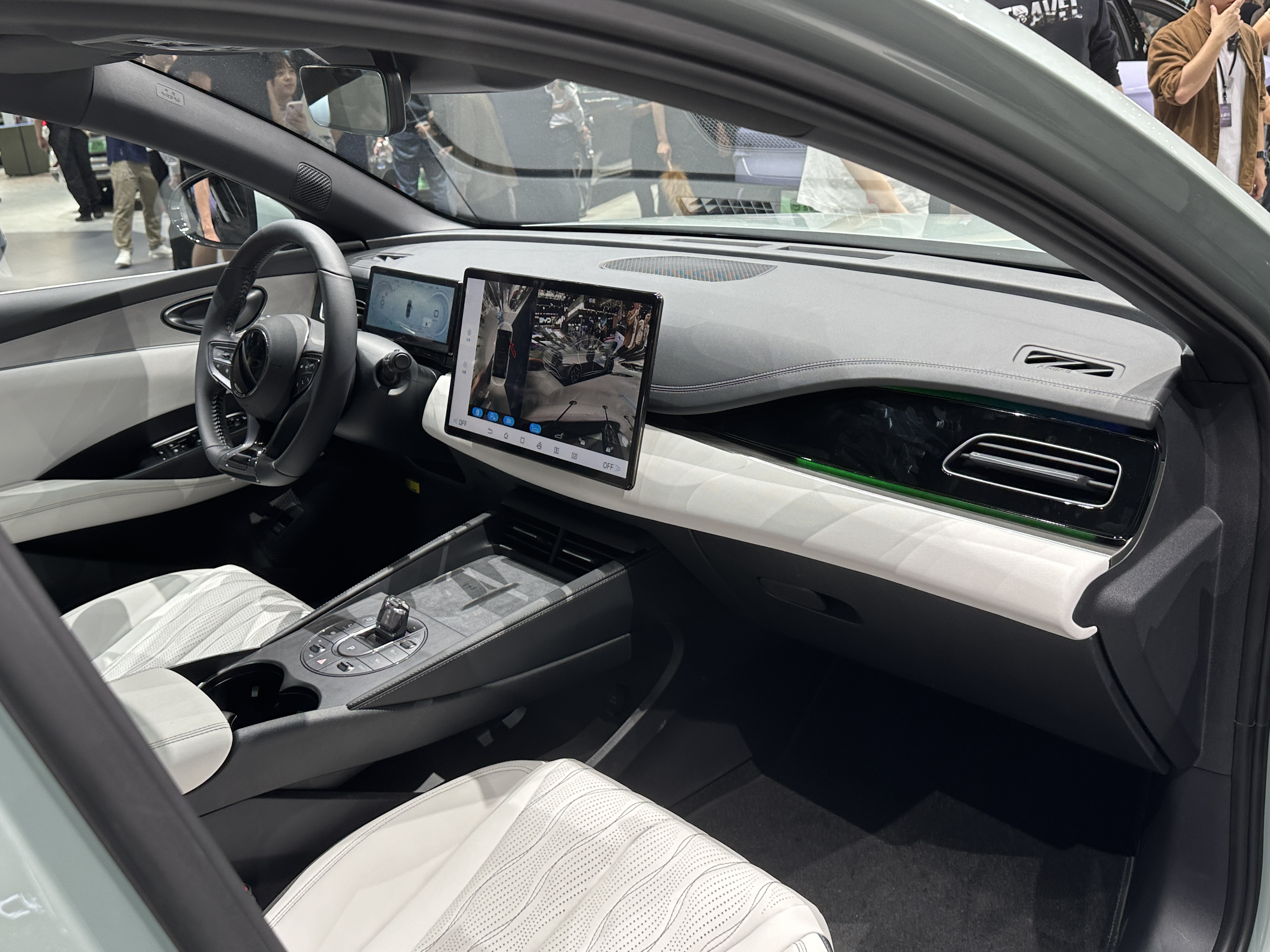
Интерьер